# Vorarlberger Bahn

Siegelmarke des Unternehmens, abweichend mit Bindestrich geschrieben

Anleihe von 1884

Erster Fahrplan der Gesellschaft, veröffentlicht am 5. Juli 1872 im Vorarlberger Volksblatt. Es verkehrten drei gemischte Zugpaare, der Abschnitt Lindau–Lochau sowie die beiden Zweigstrecken nach St. Margrethen und Buchs gingen erst später in Betrieb.

Die k.k. privilegierte Vorarlberger Bahn, abgekürzt VB, war ein Eisenbahnunternehmen in Österreich, das 1871 gegründet und 1885 verstaatlicht wurde. In verschiedenen unternehmensexternen Publikationen werden dabei alternativ die Schreibweisen respektive Bezeichnungen Vorarlbergerbahn, Vorarlberger-Bahn, Vorarlbergbahn, und Vorarlberg-Bahn verwendet, die jedoch dem Eintrag im Handelsregister widersprechen.

## Geschichte
Die als Aktiengesellschaft mit Sitz in Wien konstituierte Privatbahn erhielt ihre Konzession vom Innenministerium am 5. Mai 1871. Am 9. Juni wurden die Statuten genehmigt, am 3. Juli erfolgte der Konstitutionsakt und am 8. Juli die Eintragung ins Handelsregister. Sie konnte über ein praktisch unbegrenztes Kapital verfügen, da ihre Aktien zwanzigfach überzeichnet worden waren.
Das Netz der Vorarlberger Bahn hatte eine Baulänge von 89,397 Kilometer. Die Betriebslänge betrug 90,005 Kilometer, darunter 78,678 Kilometer im namensgebenden Bundesland Vorarlberg, 8,963 Kilometer im Fürstentum Liechtenstein und 2,364 Kilometer in der Schweiz. Die Betriebsdirektion war im Bahnhof Feldkirch angesiedelt. Im Einzelnen handelte es sich dabei um folgende Teilstrecken, die alle im Laufe des Jahres 1872 in Betrieb gingen:
- Landesgrenze nächst Bregenz–Bludenz (62,959 Kilometer)
- Feldkirch–Buchs (17,992 Kilometer)
- St. Margrethen–Lauterach (9,054 Kilometer)
- Verbindungskurve bei Lauterach (0,536 Kilometer)

Die 5,941 Kilometer lange Anschlussstrecke zwischen dem heutigen Bahnhof Lindau-Insel und der bayrisch-österreichischen Grenze bei der Brücke über die Leiblach hatte die Gesellschaft vom bayerischen Staat in Pacht genommen, die gesamte Betriebslänge der Gesellschaft betrug somit 95,946 Kilometer.
Da anfangs keine unmittelbare Verbindung zum restlichen österreichischen Eisenbahnnetz bestand – der Arlbergtunnel ging erst 1884 in Betrieb – litt die Vorarlberger Bahn an Betriebskostenabgängen. Um diese zu decken, musste die Gesellschaft, zusätzlich zur Reinertragsgarantie, staatliche Betriebskostenvorschüsse in Anspruch nehmen.
Am 24. Juni 1882 verfügte das Wiener Handelsministerium, dass das Unternehmen, auf Grund des Sequestrationsgesetzes vom 14. Dezember 1877, zum 1. Juli 1882 in den Staatsbetrieb übernommen und der Betrieb auf Rechnung der Gesellschaft geführt werde. Mit dem Übereinkommen vom 11. Dezember 1883 wurde der Staatsverwaltung das Recht eingeräumt, die Vorarlberger Bahn vom 1. Juli 1884 an jederzeit zu erwerben. Die Einlösung erfolgte zum 20. Dezember 1885. Damit ging die Vorarlberger Bahn in den k.k. Staatsbahnen auf, heutiger Rechtsnachfolger sind die Österreichischen Bundesbahnen.

## Fahrzeuge
- Lokomotiven 1–6, 7"–9"
- Lokomotiven 17–20